# Kuk (langue)
Pour les articles homonymes, voir Kuk et kfn.
Le kuk est une langue bantoïde des Grassfields du groupe Ring parlée dans le Nord-Ouest du Cameroun, dans le département du Menchum, l'arrondissement de Fungom (Zhoa), sur la Ring Road et entre Weh et Bafmeng, particulièrement dans six villages : Kuk proprement dit, Kumfutu, Achaf, Nzela, Echuapo et Ebo.
Parlée par environ 3 000 personnes en 1993, c'est une langue en danger (statut 6b).